# Tom Wilson
Thomas "Tom" Wilson (* 29. března 1994 Toronto, Ontario) je kanadský hokejový útočník.

## Hráčská kariéra

### Juniorská kariéra
Počátky juniorské kariéry bylo draftování z mládežnické ligy OHL týmem Plymouth Whalers, který si ho vybral ve druhém kole z 27 místa. Vyhrál zlatou medaili s týmem Kanada Ontario v roce 2011 ve světovém turnaji do kategorie 17 let. Před draftem NHL 2012, byl vybrán hrát v Top Prospects Game. Tom byl nakonec vybrán ze 16. místa klubem Washington Capitals. Vynikal v rozšířené útočné pozici v Plymouth Whalers, ve třetím ročníku dosáhl 23 gólů a 35 asistencemi, získal víc bodů než z předešlých dvou sezonách dohromady. V poslední sezoně v Plymouthu působil jako zástupce kapitána Colina MacDonalda.

### Seniorská kariéra
První zápasy mezi seniory uskutečnil v závěru sezony 2012/13. Tři zápasy v playoff odehrál na farmě Capitals v Hershey Bears, ve kterém vstřelil první branku své kariéře a tři zápasy i ve Washingtonu Capitals. Debut v NHL odehrál 10. květen 2013 proti New York Rangers. V sezóně 2013-14 odehrál všech 82 zápasů v hlavním mužstvu Caps, první pěstní souboj měl s Lancem Boumanem z Calgary Flames. 5. listopadu 2013 vstřelil první branku ruskému brankáři Nabokovovi z New York Islanders. V sezonách 2013/14 a 2014/15 se stal nejtrestanějším hráčem Capitals.

## Ocenění a úspěchy
- 2010 GTHL - All-Star Game
- 2012 CHL - Top Prospects Game

## Prvenství
- Debut v NHL - 1. října 2013 (Chicago Blackhawks proti Washington Capitals)
- První gól v NHL - 5. listopadu 2013 (Washington Capitals proti New York Islanders, kanadskému brankáři Corey Crawford)
- První asistence v NHL - 5. listopadu 2013 (Washington Capitals proti New York Islanders)

## Klubové statistiky
| Sezóna      | Klub                  | Soutěž      |     | Základní část | Základní část | Základní část | Základní část | Základní část |    | Play off | Play off | Play off | Play off | Play off |
| Sezóna      | Klub                  | Soutěž      | Z   | G             | A             | B             | TM            | Z             | G  | A        | B        | TM       |          |          |
| 2009–10     | Toronto Jr. Canadiens | GTHL        | 77  | 4             | 61            | 105           | 140           | —             | —  | —        | —        | —        |          |          |
| 2010–11     | Plymouth Whalers      | OHL         | 28  | 3             | 3             | 6             | 71            | —             | —  | —        | —        | —        |          |          |
| 2011–12     | Plymouth Whalers      | OHL         | 49  | 9             | 18            | 27            | 141           | 13            | 7  | 6        | 13       | 39       |          |          |
| 2012-13     | Plymouth Whalers      | OHL         | 48  | 23            | 35            | 58            | 104           | 12            | 9  | 8        | 17       | 41       |          |          |
| 2012–13     | Hershey Bears         | AHL         | —   | —             | —             | —             | —             | 3             | 1  | 0        | 1        | 6        |          |          |
| 2012–13     | Washington Capitals   | NHL         | —   | —             | —             | —             | —             | 3             | 0  | 0        | 0        | 0        |          |          |
| 2013–14     | Washington Capitals   | NHL         | 82  | 3             | 7             | 10            | 151           | —             | —  | —        | —        | —        |          |          |
| 2014–15     | Washington Capitals   | NHL         | 67  | 4             | 13            | 17            | 172           | 13            | 0  | 1        | 1        | 25       |          |          |
| 2014–15     | Hershey Bears         | AHL         | 2   | 0             | 0             | 0             | 0             | —             | —  | —        | —        | —        |          |          |
| 2015–16     | Washington Capitals   | NHL         | 82  | 7             | 16            | 23            | 163           | 12            | 0  | 1        | 1        | 13       |          |          |
| 2016–17     | Washington Capitals   | NHL         | 82  | 7             | 12            | 19            | 133           | 13            | 3  | 0        | 3        | 34       |          |          |
| 2017–18     | Washington Capitals   | NHL         | 78  | 14            | 21            | 35            | 187           | 21            | 5  | 10       | 15       | 31       |          |          |
| 2018–19     | Washington Capitals   | NHL         | 63  | 22            | 18            | 40            | 128           | 7             | 3  | 2        | 5        | 2        |          |          |
| 2019–20     | Washington Capitals   | NHL         | 68  | 21            | 23            | 44            | 93            | 8             | 1  | 2        | 3        | 23       |          |          |
| 2020–21     | Washington Capitals   | NHL         | 47  | 13            | 20            | 33            | 96            | 5             | 1  | 1        | 2        | 6        |          |          |
| 2021–22     | Washington Capitals   | NHL         | 78  | 24            | 28            | 52            | 98            | 1             | 1  | 0        | 1        | 0        |          |          |
| 2022–23     | Washington Capitals   | NHL         | 33  | 13            | 9             | 22            | 78            | —             | —  | —        | —        | —        |          |          |
| 2023–24     | Washington Capitals   | NHL         | 74  | 18            | 17            | 35            | 133           | 4             | 1  | 2        | 3        | 16       |          |          |
| NHL celkově | NHL celkově           | NHL celkově | 754 | 146           | 184           | 330           | 1432          | 87            | 15 | 19       | 34       | 150      |          |          |